# Хейсам бен Тарик
Хейсам бен Тарик Аль Саид (араб. هيثم بن طارق آل سعيد‎; род. 11 октября 1955, Маскат) — султан Омана, одновременно премьер-министр Омана. Ранее работал министром наследия и культуры страны. Двоюродный брат покойного султана Кабуса.

## Биография
Родился 11 октября 1955 года в Маскате, Султанат Маскат и Оман. Является членом оманской правящей династии Аль Саид.
В 1979 году окончил Программу дипломатической службы Оксфордского университета. Аспирантуру проходил в колледже Пемброк. Был министром наследия и культуры, заместителем министра иностранных дел по политическим вопросам (1986—1994 годы) и генеральным секретарём Министерства иностранных дел (1994—2002 годы). В разные годы он также занимал пост генерального секретаря по внешним связям и руководил Англо-Оманским обществом. Кроме того, он возглавлял комитет Oman Vision 2040, курирующий вопросы социального и экономического развития страны до 2040 года.
10 января 2020 года скончался бездетный султан Кабус бен Саид, а Хейсам бен Тарик Аль Саид был назван его преемником на экстренной сессии Совета Омана в Аль-Бустане. По сообщению государственного телевидения Омана, после смерти султана Кабуса бен Саида власти вскрыли письмо, в котором Хейсам был назван преемником.
13 января 2021 года было объявлено, что старший сын султана Хейсама принц Сейид Тейязин бин Хейсам бин Тарик Аль Саид назначен первым в истории Омана наследным принцем. Этот пост был введен в январе 2021 года при внесении изменений в законодательство.

## Хобби
Является большим любителем спорта. Некоторое время возглавлял Оманскую футбольную ассоциацию, был первым её президентом с момента её основания (1978 год) до середины 1980-х годов.

## Семья
- Дед — Теймур бин Фейсал (1886—1965), 13-й султан Омана (1913—1932)
- Отец — Тарик бин Теймур Аль-Муаззам Аль Саид (30 июня 1921, Стамбул — 28 декабря 1980, Лондон), премьер-министр Омана в 1970—1972 годах. Имел трех жен, семь сыновей и двух дочерей. Его четвертым сыном был Хейсам бен Тарик.
- Мать — Шавана бин Хаммуд бин Ахмед Аль Саид (? — 12 июня 2018), дочь Хамада бин Ахмеда Аль-Бусаиди, третья жена Тарика ибн Теймура
- Супруга — Ахад бинт Абдулла бин Хамад Аль Бусаиди (род. 4 апреля 1970), дочь Абдуллы бин Хамада Аль-Бусаиди, заместителя министра юстиции и губернатора Мусандама. Их дети:
  - Тейязин бин Хейсам бин Тарик (род. 21 августа 1990, Маскат)
  - Билараб бин Хейсам бин Тарик (род. 10 января 1995, Маскат)
  - Турайя бинт Хейсам бин Тарик
  - Омайма бинт Хейсам бин Тарик.

## Награды
| Страна | Дата             | Награда                                    | Награда                                    | Литеры |
| ------ | ---------------- | ------------------------------------------ | ------------------------------------------ | ------ |
| Оман   | 11 января 2020 — | Суверен ордена Аль-Саид                    | Суверен ордена Аль-Саид                    |        |
| Оман   | 11 января 2020 — | Суверен ордена Омана                       | Суверен ордена Омана                       |        |
| Оман   | 11 января 2020 — | Суверен ордена Возрождения                 | Суверен ордена Возрождения                 |        |
| Оман   | 11 января 2020 — | Суверен ордена Султана Кабуса              | Суверен ордена Султана Кабуса              |        |
| Оман   | 11 января 2020 — | Суверен ордена Н’Омана                     | Суверен ордена Н’Омана                     |        |
| Оман   | 11 января 2020 — | Суверен ордена Культуры, науки и искусства | Суверен ордена Культуры, науки и искусства |        |
| Оман   | 11 января 2020 — | Суверен ордена Заслуг Султана Кабуса       | Суверен ордена Заслуг Султана Кабуса       |        |
| Оман   | 11 января 2020 — | Суверен ордена Заслуг                      | Суверен ордена Заслуг                      |        |
| Оман   | 11 января 2020 — | Суверен ордена Признания                   | Суверен ордена Признания                   |        |
| Оман   | 11 января 2020 — | Суверен ордена «За усердие»                | Суверен ордена «За усердие»                |        |

### Награды иностранных государств
| Страна            | Дата                           | Награда                                                             | Награда                                                             | Литеры |
| ----------------- | ------------------------------ | ------------------------------------------------------------------- | ------------------------------------------------------------------- | ------ |
| Австрия           | 31 марта 2001 —                | Офицер почётного знака «За заслуги перед Австрийской Республикой»   | Офицер почётного знака «За заслуги перед Австрийской Республикой»   |        |
| Великобритания    | 26 ноября 2010 —               | Почётный Кавалер Большого креста Королевского Викторианского ордена | Почётный Кавалер Большого креста Королевского Викторианского ордена | GCVO   |
| Саудовская Аравия | 12 июля 2021 —                 | Кавалер цепи                                                        | ордена короля Абдель-Азиза                                          |        |
| Саудовская Аравия | 24 декабря 2006 — 12 июля 2021 | Кавалер 1 класса                                                    | ордена короля Абдель-Азиза                                          |        |
| Великобритания    | 15 декабря 2021 —              | Почётный Кавалер Большого креста ордена Святых Михаила и Георгия    | Почётный Кавалер Большого креста ордена Святых Михаила и Георгия    | GCMG   |
| ОАЭ               | 27 сентября 2022 —             | Кавалер цепи ордена Заида                                           | Кавалер цепи ордена Заида                                           |        |
| Иордания          | 4 октября 2022 —               | Кавалер Большой звезды специального класса ордена Возрождения       | Кавалер Большой звезды специального класса ордена Возрождения       |        |
| Бахрейн           | 24 октября 2022 —              | Кавалер цепи ордена Исы аль Халифы                                  | Кавалер цепи ордена Исы аль Халифы                                  |        |
| Египет            | 21 мая 2023 —                  | Кавалер цепи ордена Нила                                            | Кавалер цепи ордена Нила                                            |        |
| Кувейт            | 6 февраля 2022 —               | Кавалер цепи ордена Мубарака Великого                               | Кавалер цепи ордена Мубарака Великого                               |        |
| Иордания          | 22 мая 2024 —                  | Кавалер цепи ордена Хусейна ибн Али                                 | Кавалер цепи ордена Хусейна ибн Али                                 |        |
| Турция            | 28 ноября 2024 —               | Кавалер ордена Турецкой Республики                                  | Кавалер ордена Турецкой Республики                                  |        |